# Alter Bridge
Alter Bridge es una banda estadounidense de hard rock y metal alternativo formada por Mark Tremonti, Brian Marshall y Scott Phillips (exmiembros de Creed), con Myles Kennedy (exvocalista y guitarrista de The Mayfield Four) en el 2004.
Alter Bridge lanzó su álbum debut One Day Remains el 10 de agosto del mismo año, con su primer sencillo "Open your Eyes", al que siguieron "Find The Real" y "Broken Wings".
Blackbird, su segundo álbum de estudio, salió a la venta el 9 de octubre de 2007. El primer sencillo de este álbum, Rise Today, salió a la venta el 30 de julio de 2007. El 2 de enero de 2008, "Watch Over You " fue nombrado el segundo sencillo de Blackbird.
AB III fue su tercer álbum de estudio lanzado en 2010, recibido con buenas críticas por parte de los medios. A este le siguen Fortress estrenado en el 2013, The Last Hero en el 2016 y el sexto álbum de estudio Walk The Sky fue lanzado en octubre de 2019.

## Historia

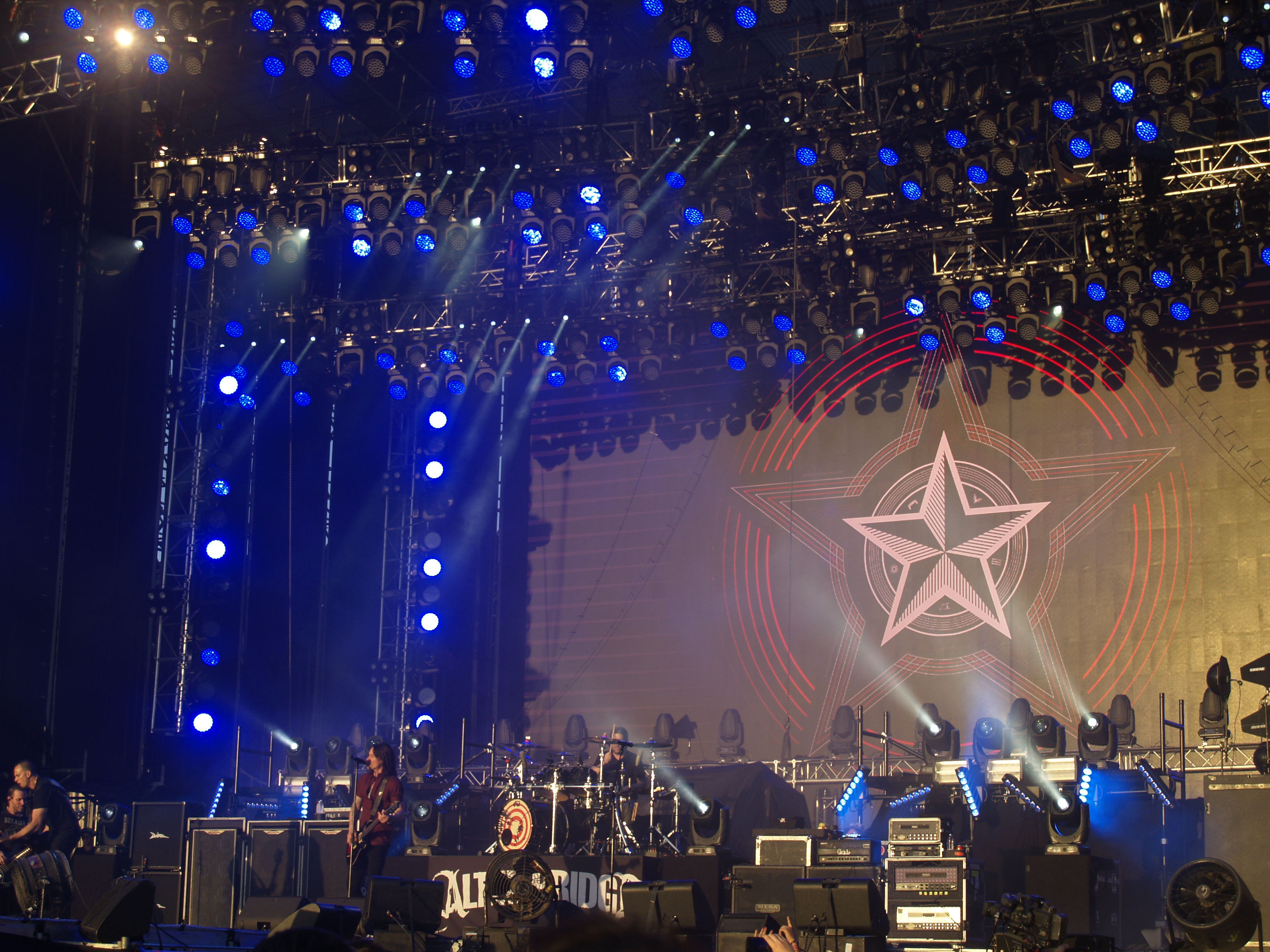
Actuación en el Rock Fest Barcelona 2017

Alter Bridge se forma en 2004 por los exmiembros de Creed Mark Tremonti, Scott Phillips y Brian Marshall. Marshall había abandonado Creed anteriormente por diferencias con el cantante Scott Stapp. Sin embargo, volvería a unirse a sus antiguos compañeros en este proyecto. El cantante, Myles Kennedy, sería el último en unirse. En el año 2004, Edge, de la WWE adoptó la canción Metalingus para su entrada.
La banda probó varios nombres antes de decidirse por Alter Bridge. El nombre vino de un puente construido en la ruta Alter Road, en las cercanías de Detroit, Míchigan, cerca de la casa donde Tremonti había crecido. El puente está en una intersección de Alter y Korte, la cual constituye la frontera entre las ciudades de Detroit y Grosse Point Park, en Míchigan, donde Mark vivió su infancia. Se trataba de un límite que Tremonti tenía prohibido cruzar por lo cual asoció siempre a lo nuevo y lo desconocido, así como la elección. Otros nombres que la banda llegó a considerar fueron "Downright" y "One Day Remains".
Alter Bridge firmó con Wind-Up Records y publicó su álbum debut, One Day Remains, el 10 de agosto de 2004. El álbum produjo tres sencillos y alcanzó el disco de oro en Estados Unidos y el de platino internacionalmente.
En abril de 2006, Alter Bridge anunció el final de su relación con Wind-Up Records. Parece ser que el motivo de la renuncia de su grabación fue que la producción de Wind-Up presionó a la banda a reunirse con el anterior vocalista de su exbanda Creed, Scott Stapp. Scott Stapp comenzó, tiempo después de separarse de Creed, a grabar nuevamente en Wind-Up, por lo que también recibió la presión de volver a formar Creed, al igual que los miembros de Alter Bridge. Poco después, el 25 de mayo de 2007, finalizan la grabación de su nuevo álbum. El 9 de julio de 2007 anuncian la firma de un nuevo contrato discográfico con Universal Republic Records.
El segundo álbum, titulado Blackbird, fue lanzado el 10 de octubre de 2007. Su primer sencillo se titula "Rise Today" el cual fue usado como tema oficial de WWE Unforgiven 2007.  El tema "Ties That Bind" fue confirmado como segundo sencillo. Finalmente el tema "Watch Over You", que sonó con frecuencia en las radios de los EE. UU., se convirtió en el último sencillo del álbum. Contiene tres pistas extra, que solo se vendieron en otros países; son: "The Damage Done", "New Way to Live" y "We Don't Care At All". El solo de su canción "Blackbird" fue nombrado el mejor solo de todos los tiempos por la revista Guitar Magazine.
Alter Bridge apareció el año 2008 en festivales de música como el Download Festival 2008, Rock on the Range el 18 de mayo, Pinkpop Festival el 30 de mayo, Rock Im Park el 7 de junio, Rock Am Ring el 8 de junio, Nova Rock Festival el 15 de junio y Hultsfredsfestivalen el 13 de junio.
En octubre de 2010, editaron el álbum AB III, del cual se extrajo "Isolation" como primer sencillo.
Mucho después, después de 3 años sin noticias de un nuevo álbum, Alter Bridge da a conocer su cuarto álbum "Fortress", que desprende de canciones como "Waters Rising" (donde Tremonti comparte la tarea de voz solista con Kennedy), "Cry Of Achilles", "All Ends Well" y "Calm The Fire". 
Lanzado el 30 de septiembre de 2013 en Europa y Reino Unido, mientras que el 8 de octubre en Estados Unidos. El 27 de septiembre en Alemania, Australia, Holanda y algunos otros mientras que en Japón el 18 de septiembre.
El primer sencillo de Fortress es "Addicted To Pain" y es estrenado el 12 de agosto en casi todos los países y 20 de agosto en Estados Unidos, el 5 de septiembre de 2013 el vídeo oficial del sencillo "Addicted To Pain" fue puesto en libertad y fue dirigido por el galardonado Daniel Catullo. Pocos días después, el hermano de Mark Tremonti, declaró vía Twitter que "Cry of Achilles" sería el segundo sencillo del disco.
La banda anunció un nuevo disco para el año 2016, que se especuló que aparecería hacia mediados del año lectivo y que sería lanzado por Napalm Records, sello que firmaron en junio de 2016. Finalmente, dicho álbum, llamado "The Last Hero", salió en octubre de 2016, y en septiembre de 2017 lanzaron un álbum en vivo llamado "Live At The O2 Arena + Rarities" en la que además de las canciones en vivo en incluía Bonus que fueron publicadas en otros países y así como otras que no fueron publicadas como "Cruel Sun" y "Solace" ambas pertenecientes al álbum One Day Remains.
En junio de 2019, Alter Bridge anunció una gira por el Reino Unido con Shinedown, Sevendust y Raven Age a partir de diciembre de 2019, y que su sexto álbum de estudio se lanzaría el 18 de octubre de 2019. El primer sencillo "Wouldn't You Rather" fue lanzado 28 de junio de 2019, y le siguieron "Pay No Mind" como segundo sencillo lanzado el 25 de julio de 2019 y el tercer sencillo "Take The Crown" lanzado el 22 de agosto de 2019. El álbum Walk The Sky, ya estrenado tuvo buenas críticas que les devuelve el nivel de banda de rock volviendo a las listas principales de música en el mundo.
En una entrevista con la estación de radio 97.7 QLZ, Mark Tremonti reveló que el séptimo álbum de estudio de Alter Bridge se llamará Pawns & Kings, que finalmente salió a la venta el 14 de octubre de 2022.

## Integrantes
- Myles Kennedy – Voz y coros, guitarra rítmica y guitarra líder
- Mark Tremonti – Guitarra líder y guitarra rítmica, coros, voz
- Brian Marshall – Bajo
- Scott Phillips – Batería

## Discografía

### Álbumes de estudio
- One Day Remains (2004)
- Blackbird (2007)
- AB III (2010)
- Fortress (2013)
- The Last Hero (2016)
- Walk The Sky (2019)
- Pawns & Kings (2022)

### Álbumes en vivo
- Live from Ámsterdam - 2009
- Live At Wembley - 2012
- Live at the O2 Arena + Rarities - 8 de septiembre de 2017
- Live at the Royal Albert Hall - 2018

### Sencillos
| Año  | Título                  | Posición en los Conteos | Posición en los Conteos | Posición en los Conteos | Posición en los Conteos | Posición en los Conteos | Álbum           |
| Año  | Título                  | US Hot 100              | US Mainstream Rock      | US Modern Rock          | UK Singles Chart        | UK Rock Chart           | Álbum           |
| 2004 | "Open Your Eyes"        | #123                    | #2                      | #24                     | -                       | -                       | One Day Remains |
| 2005 | "Find The Real"         | -                       | #7                      | -                       | -                       | -                       | One Day Remains |
| 2005 | "Broken Wings"          | -                       | #29                     | -                       | -                       | -                       | One Day Remains |
| 2007 | "Rise Today"            | -                       | #3                      | #32                     | -                       | #3                      | Blackbird       |
| 2008 | "Ties That Bind"        | -                       | -                       | -                       | -                       | #3                      | Blackbird       |
| 2008 | "Watch Over You"        | -                       | #19                     | -                       | -                       | -                       | Blackbird       |
| 2010 | "Isolation"             | -                       | #1                      | #1                      | -                       | #9                      | AB III          |
| 2011 | "I Know It Hurts"       | -                       | -                       | -                       | -                       | -                       | AB III          |
| 2011 | "Ghost of Days Gone By" | -                       | #4                      | #5                      | -                       | -                       | AB III          |
| 2011 | "Wonderful Life"        | -                       | -                       | -                       | -                       | -                       | AB III          |
| 2013 | "Addicted to Pain"      | -                       | #4                      | #12                     | #150                    | -                       | Fortress        |
| 2014 | "Cry of Achilles"       | -                       | #27                     | -                       | -                       | -                       | Fortress        |
| 2014 | "Waters Rising"         | -                       | #15                     | -                       | -                       | #32                     | Fortress        |
| 2016 | "Show Me a Leader"      | -                       | #16                     | -                       | -                       | -                       | The Last Hero   |
| 2017 | "My Champion"           | -                       | #18                     | -                       | -                       | -                       | The Last Hero   |
| 2017 | "Poison In Your Veins"  | -                       | -                       | #32                     | -                       | -                       | The Last Hero   |
| 2019 | "Wouldn't You Rather"   | -                       | #18                     | -                       | -                       | -                       | Walk The Sky    |
| 2019 | "Pay No Mind"           | -                       | -                       | -                       | -                       | -                       | Walk The Sky    |
| 2019 | "Take The Crown"        | -                       | -                       | -                       | -                       | -                       | Walk The Sky    |
| 2019 | "In The Deep"           | -                       | -                       | -                       | -                       | -                       | Walk The Sky    |
| 2019 | "Dying Light"           | -                       | -                       | -                       | -                       | -                       | Walk The Sky    |
| 2022 | "Pawns & Kings"         | -                       | -                       | -                       | -                       | -                       | Pawns & Kings   |
| 2022 | "Silver Tongue"         | -                       | -                       | -                       | -                       | -                       | Pawns & Kings   |
| 2022 | "Sin After Sin"         | -                       | -                       | -                       | -                       | -                       | Pawns & Kings   |
| 2022 | "This Is War"           | -                       | -                       | -                       | -                       | -                       | Pawns & Kings   |

## Otros trabajos
- Durante el 2005 Home Run Derby en Detroit, Míchigan, Alter Bridge, junto con el centro de fielder Johnny Damon y el receptor Mike Piazza, tocaron la Canción "Open Your Eyes".
- Tras una invitación del Reino Unido por la revista Total Guitar para Mark, en la que tenía que tenía que ofrecer una lección de guitarra, la canción "Ahavo Rabo Taco Salad" nació. Si bien en un principio únicamente Mark debía participar, para sorpresa de todos, el resto de la banda también se involucró.
- Alter Bridge ha autorizado varias de sus canciones a la programación de WWE, entre ellos "Find The Real" para el Royal Rumble 2005, y "Metalingus" de la superestrella Edge. Actuaron en un episodio de WWE Raw. La Canción "In Loving Memory" también fue utilizado por WWE como el respaldo a un homenaje a la muerte de Lord Alfred Hayes y Eddie Guerrero. "Rise Today" fue utilizado como la canción oficial de su evento PPV WWE Unforgiven 2007.
- Alter Bridge contribuyó la canción "Save Me" a la banda sonora de Elektra: El álbum.
- Alter Bridge contribuyó la canción "Shed My Skin" a la banda sonora de Los 4 Fantásticos: El álbum.
- Alter Bridge Tocó la canción "Open Your Eyes" En los ADSL 2004.
- "Find The Real", fue tocada por Alter Bridge en el Tonight Show con Jay Leno en 2004.
- "Open Your Eyes" fue tocada por Alter Bridge en el Jimmy Kimmel Live!.
- "Rise Today" fue destacado en la introducción a los Cachorros de Chicago - cardenales juego de lunes por la noche en ESPN el 20 de agosto de 2007.
- "Rise Today" apareció en el Background de la CBS del nuevo spot promocional para la próxima temporada de CSI: Miami.
- "Rise Today" apareció en el Background de Fox el nuevo spot promocional para el próximo drama de Terminator: Las Crónicas de Sarah Connor.
- "Open Your Eyes" Aparece en el videojuego Madden 2005.
- Watch over you canción creada en 2008 cantada con la cantante de metal gótico Cristina Scabbia la vocalista de Lacuna Coil.
- "Isolation" fue interpretada por Alter Bridge en el Jimmy Kimmel Live!..